# Марьино (муниципальный округ)
Ма́рьино — бывший муниципальный округ Москвы, просуществовавший с 1991 года по 1995 год. Позже его территория была включена в состав нового района Марьино.
Округ получил название по жилому микрорайону Марьино, входившему в его состав, который в свою очередь был назван так по бывшей деревне Марьино.

## История
Временный муниципальный округ Марьино был создан в ходе административной реформы 1991 года и входили в состав Юго-Восточного административного округа Москвы. После принятия 5 июля 1995 году закона «О территориальном делении города Москвы» территория временного муниципального округа, включавшая территорию Старого Марьина, и территория застройки Нового Марьина была включена в состав нового района Москвы Марьино.

## Границы муниципального округа
Согласно распоряжению мэра Москвы «Об установлении временных границ муниципальных округов Москвы» граница муниципального округа Марьино проходила:
от пересечения Батайского проезда и Донецкой улицы по Донецкой ул. до пересечения с Подольской ул., по Подольской ул. и ул. Перерва до пересечения с Донецкой ул., по Донецкой ул. до пересечения с Иловайской ул., по Иловайской ул. до пересечения с улицей Перерва, от пересечения Иловайской ул. и ул. Перерва по восточной границе жилой застройки района Марьино до пересечения с Батайским проездом, по Батайскому проезду до пересечения с Донецкой ул.
То есть территория муниципального округа «Марьино» была намного меньше территории современного района и муниципального образования «Марьино» и включала в себя только застройку так называемого Старого Марьина.